# Фуфаева
Фуфаева — упразднённая в 2004 году деревня в Тюменском районе Тюменской области России. Ныне микрорайон села Луговое Кулаковского муниципального образования Тюменского муниципального района.

## География
Находится на юго-западе области, в пределах юго-западной части Западно-Сибирской низменности, на правом берегу реки Туры, на расстоянии примерно трёх километров (по прямой) к северо-западу от города Тюмени, административного центра области и района. Абсолютная высота — 79 метров над уровнем моря.

### Климат
Климат резко континентальный, с холодной продолжительной зимой и тёплым относительно коротким летом. Среднегодовая температура — 0,7 °C. Средняя температура воздуха самого холодного месяца (января) — −17,2 °C (абсолютный минимум — −46 °C); самого тёплого месяца (июля) — 17,8 °C (абсолютный максимум — 39 °С). Безморозный период длится 121 день. Среднегодовое количество атмосферных осадков составляет 470 мм, из которых 365 мм выпадает в тёплый период. Продолжительность залегания снежного покрова составляет в среднем 151 день.

## История
5 ноября 2004 года деревня Фуфаева была присоединена к селу Луговое.

## Население
| 1989 | 2002 |
| ---- | ---- |
| 146  | ↘36  |